# Wibke Bülle
Wibke Bülle (* 14. März 1970 in Grevesmühlen) ist eine ehemalige deutsche Seglerin.

## Leben

### Kindheit und Jugend
Bülle wuchs in Mecklenburg als Tochter einer Physiotherapeutin und eines Lehrers auf. Sie besuchte die polytechnische Oberschule in Grevesmühlen. Nachdem sie von Talentsuchern des DDR-Leistungssports für das Rudern entdeckt worden war, wurde sie 1983 an die Sportschule in Berlin entsandt.

### Bülle als Seglerin
Mit 16 Jahren stieg Bülle innerhalb ihres Vereins, des SC Berlin-Grünau, auf das Segeln um und wurde zunächst Vorschoterin auf dem 470er. Ihre erste Regatta war die Schweriner Frühjahrsregatta 1986. Ab 1988 segelte sie mit Steuerfrau Susanne Peters zusammen und konnte bald erste nationale und internationale Erfolge erringen – so wurden Peters und Bülle 1989 Vizeeuropameisterinnen im 470er, wurden Zweite bei der Semaine Olympique Hyères, gewannen die SPA-Regatta in Medemblik und den Garda-Cup. Mit dem dritten Platz bei der Weltmeisterschaft 1991 gelang Peters und Bülle ein hochkarätiger Erfolg. Bei der Olympia-Ausscheidungsregatta in demselben Jahr wurden sie Zweite und Bülle fuhr als Ersatzfrau mit nach Barcelona.
1992 wechselte Bülle als Vorschoterin auf das Boot von Steuerfrau Nicola Birkner. Gemeinsam errangen sie auf Anhieb Erfolge, verpassten jedoch knapp die Qualifikation für die Olympischen Segelspiele in Atlanta 1996. 1997 gelang Birkner und Bülle mit der Vizeweltmeisterschaft im 470er in Brasilien ein großer sportlicher Erfolg. Sie qualifizierten sich schließlich für die Olympischen Spiele 2000 in Sydney, verpassten dort jedoch das Treppchen und wurden Fünfte.
Anfang der 2000er Jahre bereitete sich Bülle noch einmal auf den Kampf um olympische Medaillen vor – und zwar auf dem Yngling gemeinsam mit Ulrike Schümann und Winnie Lippert. 2002 holten Schümann/Bülle/Lippert Gold bei der Kieler Woche. 2002 und 2003 wurden sie Vizeweltmeisterinnen im Yngling. Trotz der herausragenden Erfolge in ihrer Klasse verpassten Schümann/Bülle/Lippert jedoch die Qualifikation zu den Olympischen Spielen 2004.
Nach dem Ende ihrer Karriere im Hochleistungssport segelte Bülle u. a. Platu 25.

### Weitere Tätigkeiten
Nach ihrer Schulzeit machte Bülle neben ihrem Engagement im Segelsport eine Ausbildung in der Physiotherapeutie, die sie 1993 mit der Zulassung als Physiotherapeutin abschloss.
Nach dem Ende ihrer olympischen Karriere studierte Bülle Betriebswirtschaftslehre. Sie arbeitet bei der Lufthansa Technik. Bülle ist ehrenamtlich als Jugendtrainerin und Schiedsrichterin im Segelsport aktiv. Nebenbei spielt sie Golf.

## Auszeichnungen
- Ehrennadel des Berliner Segler-Verbandes (1992)[8]